# 趙溥
趙溥（1432年—？），字以周，直隸常州府武進縣人，民籍，明朝政治人物。進士出身。

## 生平
早年出身國子生，順天府鄉試第九十二名。成化十一年（1475年）乙未科會試第二十二名，殿試登進士第三甲第一百七十名。補浙江金華府義烏縣知縣。

## 家族
曾祖父趙順玉（字彥清）、祖父趙學道（字敏政）、父趙辰（字叔震）。曾任七品散官。